# Next Caller
Next Caller est une série télévisée américaine en quatre épisodes de 23 minutes créée par Stephen Falk qui était originellement prévue pour être diffusé à la mi-saison 2012-2013 sur le réseau NBC. Ayant commandé six épisodes, NBC a mis fin à la série le 12 octobre 2012 après la production du quatrième épisode, insatisfaits de la direction des scripts, sans avoir l'intention de diffuser un seul épisode.

## Distribution
- Dane Cook : Cam Dunne
- Collette Wolfe : Stella Hoobler
- Jeffrey Tambor : Jefferson Mingus
- Joy Osmanski (en) : Winnie Hyde
- Desmin Borges (en) : Darrell

## Développement
- Le pilote a été commandé le 23 janvier 2012 sous le titre Next Caller Please[2].
- Le 11 mai 2012, six épisodes ont été commandés par NBC[3] et deux jours plus tard, a été choisi pour être diffusé à la mi-saison[4].
- Le 12 octobre 2012, la série a été annulée par NBC[1].

## Fiche technique
- Société de production : Lionsgate Television et Universal Television